# Марк Меколи
Марк Маколи (енгл. Marc Macaulay; рођен 13. октобра 1957. у Милинокиту, Мејн), амерички је филмски и ТВ глумац.
Остварио је преко 100 улога на филму и телевизији. Неке од његових најистакнутијих филмских улога су Монструм, Дивље страсти, Предосећај, Палмето, Путник 57 и Јастреб умире. На телевизији је гостовао у Пороци Мајамија, seaQuest DSV, а играо је и улогу агента Ајвса у телевизијској серији Бекство из затвора.